# Suka Damai (Tambusai Utara)
Suka Damai is een bestuurslaag in het regentschap Rokan Hulu van de provincie Riau, Indonesië. Suka Damai telt 3047 inwoners (volkstelling 2010).